# CP Puppis
CP Puppis (albo Nova Puppis 1942) – gwiazda nowa, która pojawiła się w 1942 w gwiazdozbiorze Rufy.
CP Puppis osiągnęła wielkość 0,3m, była to druga najjaśniejsza (po V603 Aquilae) nowa klasyczna odkryta w erze nowożytnej.